# Caerulea coeligena
Caerulea coeligena är en fjärilsart som beskrevs av Charles Oberthür 1876. Caerulea coeligena ingår i släktet Caerulea och familjen juvelvingar. Inga underarter finns listade i Catalogue of Life.